# ゴドルフィンマイル
ゴドルフィンマイル（Godolphin Mile、アラビア語: جودلفين للميل）は、毎年3月にアラブ首長国連邦のドバイにあるメイダン競馬場で行われる競馬の競走である。第1回は1994年に行われた。2002年からG2に指定されている。

## 概要
競走馬の出走条件は北半球産馬4歳以上、南半球産馬3歳以上である。
また同日にはドバイワールドカップミーティングと題して「ドバイゴールドカップ」「ドバイカハイラクラシック」「アルクォズスプリント」「ドバイターフ」「ドバイシーマクラシック」「ドバイゴールデンシャヒーン」「UAEダービー」「ドバイワールドカップ」など他の国際招待レースも開催され、ドバイだけでなくアラブ首長国連邦の競馬の祭典として定着している。

## 歴史
- 1994年 創設、ナド・アルシバ競馬場にてダート1600mで施行。
- 1995年 ロストソルジャーが初の連覇
- 1999年 ランフランコ・デットーリが騎手として、サイード・ビン・スルールが調教師として、共に初の連覇
- 2001年 G3に格付け
- 2002年 G2に昇格
- 2004年 ランフランコ・デットーリ、サイード・ビン・スルール共に2度目の連覇、また優勝馬ファイアブレイクも2頭目の連覇
- 2006年 ユートピアが日本の競走馬として海外ダート重賞初勝利
- 2010年 開催場がメイダン競馬場に移行し、施行距離がオールウェザー1600mに変更
- 2015年 施行条件がダート1600mに変更。
- 2020年 covid-19の世界的な感染の拡がりに伴い、参加者の健康を守るため中止[4]。

## 歴代優勝馬
| 回数   | 施行日        | 調教国・優勝馬    | 性齢 | タイム  | 優勝騎手         | 管理調教師         |
| ------ | ------------- | ----------------- | ---- | ------- | ---------------- | ------------------ |
| 第1回  | 1994年2月24日 | Lost Soldier      | 牡4  | 1:40.90 | A.マックグローン | H.イブラハイム     |
| 第2回  | 1995年3月16日 | Lost Soldier      | 牡5  | 1:41.46 | G.ハインド       | K.マックローグリン |
| 第3回  | 1996年3月27日 | Tereshkova        | 牝4  | 1:38.53 | O.ペリエ         | S.ビン・スルール   |
| 第4回  | 1997年4月3日  | Kassbaan          | 騸7  | 1:36.48 | J.ベイリー       | S.ビン・スルール   |
| 第5回  | 1998年3月28日 | Allied Forces     | 牡5  | 1:39.10 | L.デットーリ     | S.ビン・スルール   |
| 第6回  | 1999年3月28日 | Lend a Hand       | 牡4  | 1:34.91 | L.デットーリ     | S.ビン・スルール   |
| 第7回  | 2000年3月25日 | Conflict          | 牡4  | 1:36.40 | T.ダーカン       | N.ロブ             |
| 第8回  | 2001年3月24日 | Festival of Light | 牡4  | 1:35.42 | D.フローレス     | S.ビン・スルール   |
| 第9回  | 2002年3月23日 | Grey Memo         | 牡5  | 1:36.69 | G.スティーヴンス | W.スチュワート     |
| 第10回 | 2003年3月29日 | Firebreak         | 牡4  | 1:36.20 | L.デットーリ     | S.ビン・スルール   |
| 第11回 | 2004年3月27日 | Firebreak         | 牡5  | 1:35.82 | L.デットーリ     | S.ビン・スルール   |
| 第12回 | 2005年3月26日 | Grand Emporium    | 騸5  | 1:37.78 | W.マーウィング   | M.デ・コック       |
| 第13回 | 2006年3月25日 | Utopia            | 牡6  | 1:35.88 | 武豊             | 橋口弘次郎         |
| 第14回 | 2007年3月31日 | Spring at Last    | 牡4  | 1:36.16 | G.ゴメス         | D.オニール         |
| 第15回 | 2008年3月29日 | Diamond Stripes   | 騸5  | 1:36.96 | E.プラード       | R.ダトローJr.      |
| 第16回 | 2009年3月28日 | Two Step Salsa    | 牡4  | 1:36.82 | L.デットーリ     | S.ビン・スルール   |
| 第17回 | 2010年3月27日 | Calming Influence | 牡5  | 1:36.57 | A.アジュテビ     | M.アル・ザルーニ   |
| 第18回 | 2011年3月26日 | Skysurfers        | 牡5  | 1:37.65 | L.デットーリ     | S.ビン・スルール   |
| 第19回 | 2012年3月31日 | African Story     | 騸5  | 1:37.52 | L.デットーリ     | S.ビン・スルール   |
| 第20回 | 2013年3月30日 | Soft Falling Rain | 牡4  | 1:39.97 | P.ハナガン       | M.デ・コック       |
| 第21回 | 2014年3月29日 | Variety Club      | 牡5  | 1:37.28 | A.マーカス       | J.ラムスデン       |
| 第22回 | 2015年3月28日 | Tamarkuz          | 牡5  | 1:36.81 | P.ハナガン       | M.アルムハイリ     |
| 第23回 | 2016年3月26日 | One Man Band      | 牡5  | 1:35.21 | S.ヒッチコット   | D.ワトソン         |
| 第24回 | 2017年3月25日 | Second Summer     | 騸5  | 1:35.62 | P.ドッブス       | D.ワトソン         |
| 第25回 | 2018年3月31日 | Heavy Metal       | 騸8  | 1:36.21 | R.ムーア         | S.ジャダフ         |
| 第26回 | 2019年3月30日 | Coal Front        | 牡5  | 1:36.51 | J.オルティス     | T.プレッチャー     |
| 第27回 | 2021年3月27日 | Secret Ambition   | 牡8  | 1:35.36 | T.オシェイ       | S.シーマー         |
| 第28回 | 2022年3月26日 | Bathrat Leon      | 牡4  | 1:36.03 | 坂井瑠星         | 矢作芳人           |
| 第29回 | 2023年3月25日 | Isolate           | 牡5  | 1:35.71 | T.ガファリオン   | D.ワトソン         |
| 第30回 | 2024年3月30日 | Two Rivers Over   | 騸4  | 1:34.99 | E.マルドナード   | D.オニール         |
| 第31回 | 2025年4月5日  | Raging Torrent    | 牡4  | 1:36.69 | L.デットーリ     | D.オニール         |